# Karl Moter
Karl Ludwig Eduard Moter (* 9. Dezember 1811 in Gießen; † 8. Februar 1888 in Hamburg) war ein hessischer Offizier, Politiker und Abgeordneter der 2. Kammer der Landstände des Großherzogtums Hessen.
Karl Moter war der Sohn des Majors Friedrich Christian Alexander Moter (1775–1856) und dessen zweiter Ehefrau Eleonore Friederike Justine, geborene Freiin Hornig von Hornburg (1785–1849). Moter, der evangelischen Glaubens war, heiratete in erster Ehe Magdalena geborene Mann (1816–1879) und in zweiter Ehe Bertha Johanna Antoniette geborene Reper (1822–1904).
Moter wurde 1830 Kadett im 4. Infanterie-Regiment. 1837 wurde er zum Seconde-Leutnant befördert. 1845 wurde er Oberleutnant im 1. Infanterie-Regiment.
Von 1849 bis 1850 gehörte er der Zweiten Kammer der Landstände an. Er wurde für den Wahlbezirk Oberhessen 11/Hungen gewählt.